# 두주 (프랑스)

두주의 위치

두주(프랑스어: Doubs /du/, 오크어: Dubs)는 프랑스 동부에 위치한 프랑슈콩테 지방의 주로, 주도는 브장송이며, 면적은 5,232.6km2, 인구밀도는 105명/km2이다. 두주는 두강에서 유래된 이름이다.
인구는 2021년 기준 547,096명으로, 거주민은 남성의 경우 두비앵(Doubien), 여성의 경우 두비엔(Doubienne)으로 불린다. 두 데파르트망은 부르고뉴프랑슈콩테 레지옹에서 소네루아르 다음 두 번째로 인구가 많은 데파르트망이자, 테리투아르 드 벨포르 다음 두 번째로 인구밀도가 높은 데파르트망이다.
프랑스 동부 부르고뉴프랑슈콩테에 위치한 두 데파르트망은 스위스와 170km 정도의 국경선을 맞대고 있으며, 두 데파르트망의 대부분은 쥐라산맥에 포함된다. 두 데파르트망의 최고봉은 몽도르(1,463m)이며, 두 강, 오뇽 강, 루 강이 두 데파르트망의 물을 제공한다.
데파르트망 내 주요 관광지로는 브장송 요새와 아르케스낭 왕립 염전이 있는데, 두 곳 모두 주 성(château de Joux)과 더불어 유네스코 세계유산 목록에 있다. 두는 여러 자연 경관으로도 유명한데, 생푸앵 호수, 두 강, 루 강, 리종 강의 원천인 두 폭포, 콩솔라시옹 골짜기(위로의 골짜기; cirque de Consolation), 오셀 동굴, 푸드레 구렁 등이 있다.

## 지리

### 위치

두의 경관
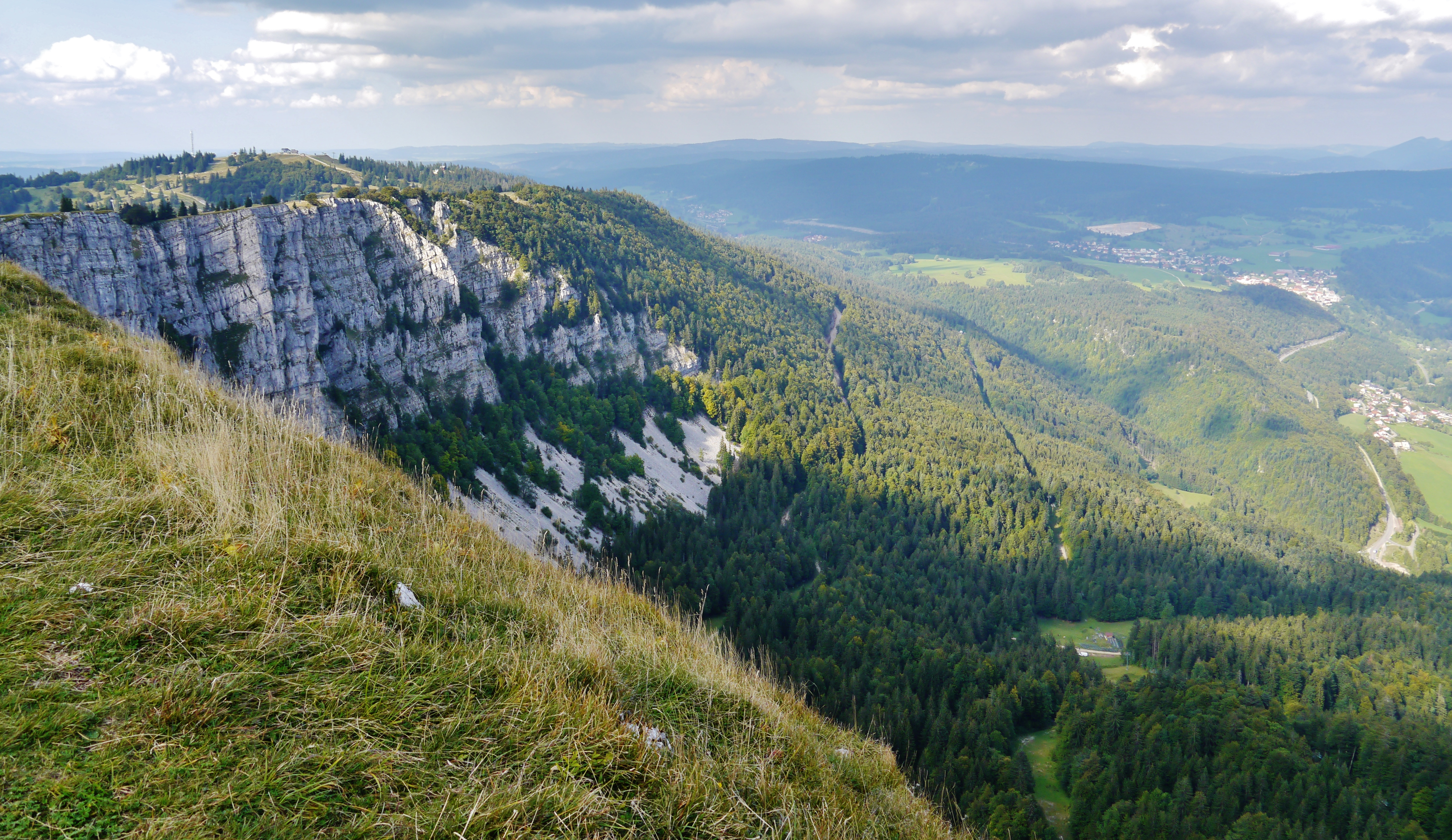
쥐라 산맥의 몽도르, 남쪽에 위치
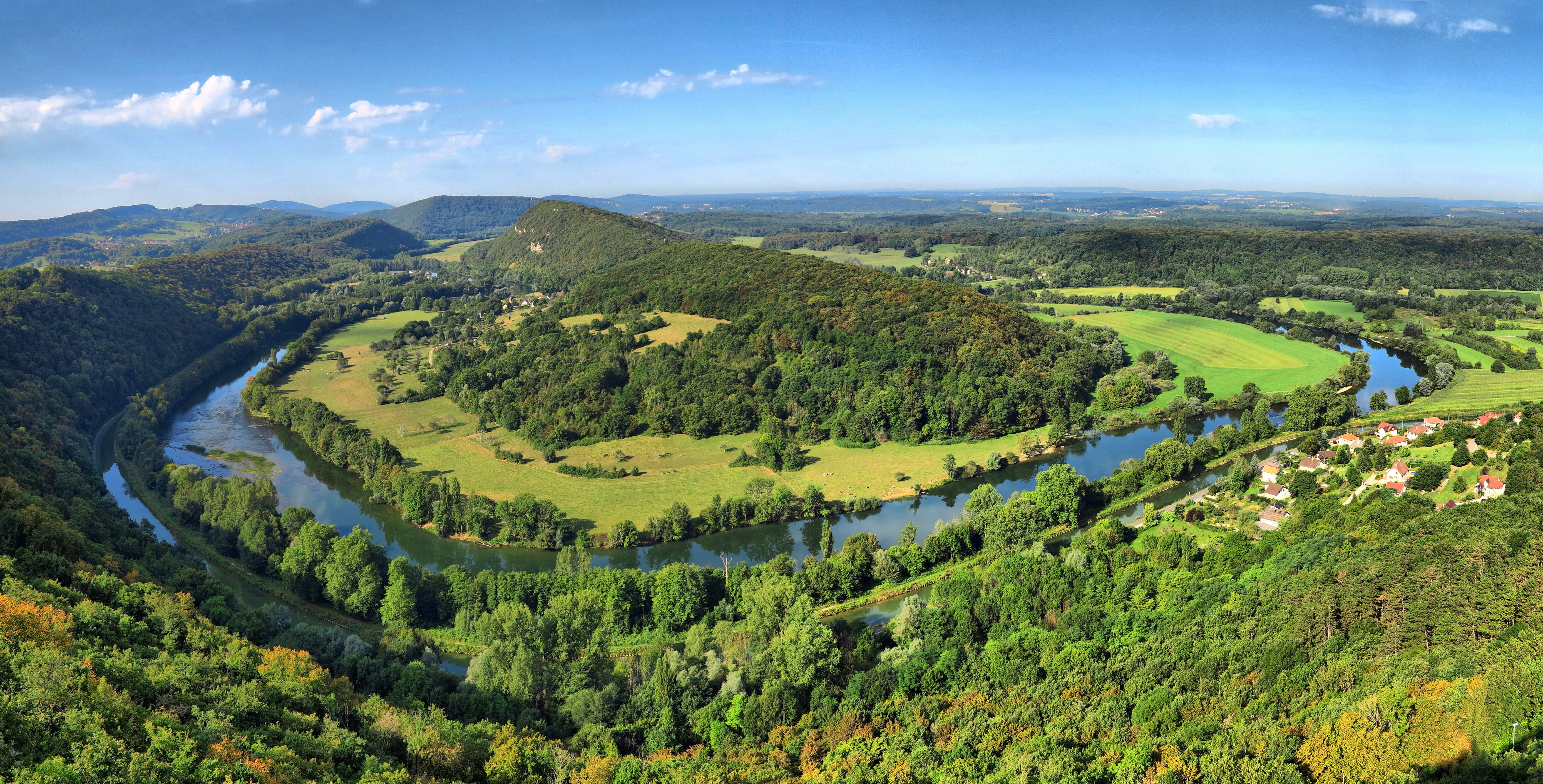
랑스네에서 흐르는 두 강, 서쪽에 위치
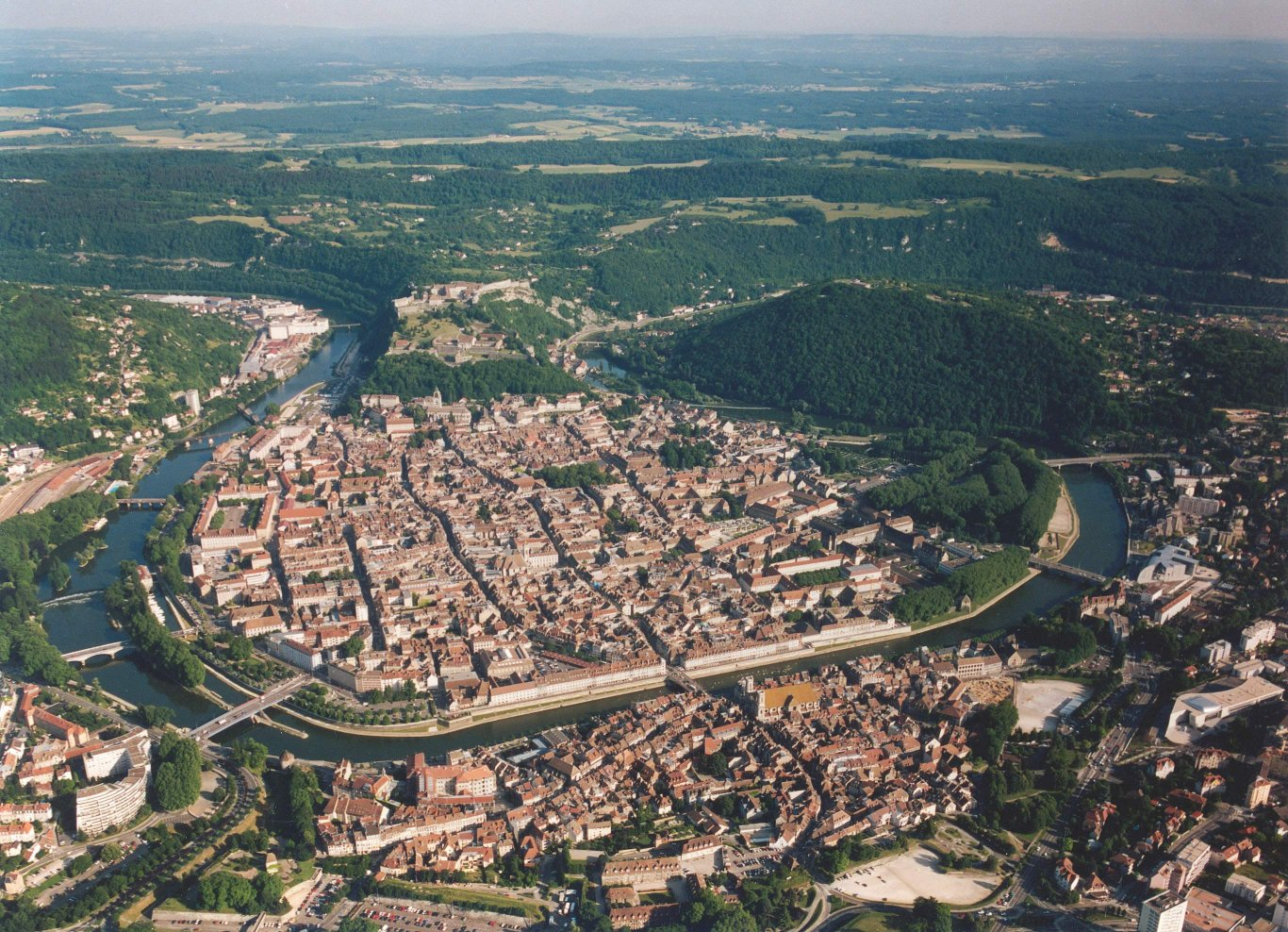
브장송에서 흐르는 두 강, 서쪽에 위치

### 날씨
|                    | 브장송  | 퐁타를리에 |
| ------------------ | ------- | ---------- |
| 평균강수량         | 1,187mm | 1,503.3mm  |
| 평균강수일수 > 1mm | 141     | 154        |
| 평균최고온도       | 15.3°C  | 13.3°C     |
| 평균온도           | 11°C    | 8.2°C      |
| 평균최저온도       | 6.6°C   | 3.1°C      |

## 정치

### 역대 대선 2차 결과
| 연도 | 당선자 (전국)          | %       | 탈락자 (전국)          | %      |
| ---- | ---------------------- | ------- | ---------------------- | ------ |
| 1965 | 샤를 드골              | 58.5 %  | 프랑수아 미테랑        | 41.5 % |
| 1969 | 조르주 퐁피두          | 61.5 %  | 알랭 포에르            | 38.5 % |
| 1974 | 발레리 지스카르 데스탱 | 52.5 %  | 프랑수아 미테랑        | 47.5 % |
| 1981 | 프랑수아 미테랑        | 52.4 %  | 발레리 지스카르 데스탱 | 47.6 % |
| 1988 | 프랑수아 미테랑        | 53.5 %  | 자크 시라크            | 46.5 % |
| 1995 | 자크 시라크            | 52.4 %  | 리오넬 조스팽          | 47.6 % |
| 2002 | 자크 시라크            | 82.2 %  | 장마리 르펜            | 17.8 % |
| 2007 | 니콜라 사르코지        | 55..8 % | 세골렌 루아얄          | 44.2 % |
| 2012 | 프랑수아 올랑드        | 48.1 %  | 니콜라 사르코지        | 51.9 % |
| 2017 | 에마뉘엘 마크롱        | 63.8 %  | 마린 르펜              | 36.2 % |
| 2022 | 에마뉘엘 마크롱        | 57.1 %  | 마린 르펜              | 42.9 % |

## 인구
| 연도    | 인구    | ±% p.a. |
| ------- | ------- | ------- |
| 1791    | 219,642 | —       |
| 1801    | 216,226 | −0.16%  |
| 1806    | 226,040 | +0.89%  |
| 1821    | 242,663 | +0.47%  |
| 1831    | 265,535 | +0.90%  |
| 1841    | 286,236 | +0.75%  |
| 1851    | 296,679 | +0.36%  |
| 1861    | 296,280 | −0.01%  |
| 1872    | 291,251 | −0.16%  |
| 1881    | 310,827 | +0.73%  |
| 1891    | 303,081 | −0.25%  |
| 1901    | 298,864 | −0.14%  |
| 1911    | 299,935 | +0.04%  |
| 1921    | 285,022 | −0.51%  |
| 1931    | 305,500 | +0.70%  |
| 1936    | 304,812 | −0.05%  |
| 1946    | 298,255 | −0.22%  |
| 1954    | 327,187 | +1.16%  |
| 1962    | 384,881 | +2.05%  |
| 1968    | 426,363 | +1.72%  |
| 1975    | 471,082 | +1.44%  |
| 1982    | 477,163 | +0.18%  |
| 1990    | 484,770 | +0.20%  |
| 1999    | 499,062 | +0.32%  |
| 2006    | 516,823 | +0.50%  |
| 2016    | 538,549 | +0.41%  |
| source: |         |         |

## 같이 보기
- 두주의 아롱디스망
- 두주의 캉통